# Šamorín
Šamorín (węg. Somorja, niem. Sommerein) – miasto w południowo-zachodniej Słowacji; około 13 tys. mieszkańców (2011). Ośrodek przemysłu spożywczego.

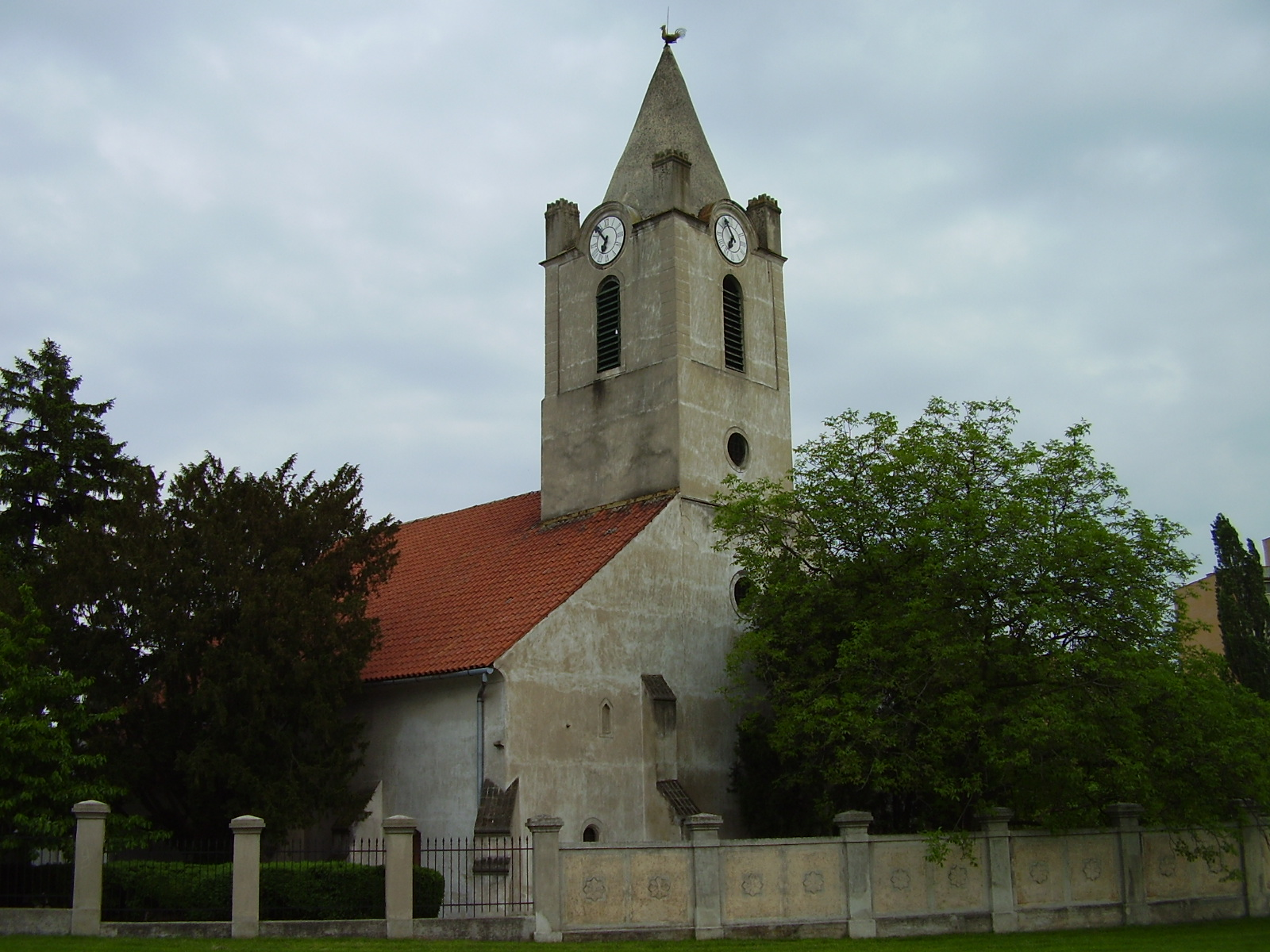

Miejscowość jest jednym z centrum Węgrów na Słowacji – spis z 2001 roku wskazał, że stanowią oni 66% mieszkańców.